# Alberto Dutary
Alberto Dutary (Panamá, Panamá; 1928 - 1997) fue un pintor panameño.
Estudió pintura en la Escuela de Bellas Artes de Panamá entre 1950 y 1952, y posteriormente en la Academia de San Fernando en Madrid entre 1953 y 1955, donde aprende a usar técnicas de pintura informal. Al regresar a Panamá creó composiciones con figuras flotantes y fantasmagóricas, a las que bautizó con el nombre de «santos». Hacia la década de 1970 abandona dicha temática para adentrarse al surrealismo.
También fue profesor de pintura en varias instituciones culturales como la YMCA y YMHA de la Zona del Canal de Panamá (1962-1964), en el Instituto Albert Einstein (1970-1973), en la Universidad de Panamá y profesor asociado de historia del arte en el City University of New York. 
En 1962 fue uno de los fundadores del Instituto Panameño de Arte.